# Добрянское городское поселение
Добрянское городско́е поселе́ние — бывшее муниципальное образование в Добрянском муниципальном районе Пермского края Российской Федерации.
Административный центр — город Добрянка.

## История
Статус и границы городского поселения установлены Законом Пермской области от 10 ноября 2004 года № 1743-358 «Об утверждении границ и о наделении статусом муниципальных образований административной территории города Добрянки Пермского края»
Упразднено в 2019 году вместе с другими поселениями муниципального района путём их объединения в Добрянский городской округ.

## Население
| 2010    | 2012    | 2013    | 2014    | 2015    | 2016    | 2017    |
| ------- | ------- | ------- | ------- | ------- | ------- | ------- |
| 34 198  | ↘34 093 | ↘33 940 | ↘33 865 | ↘33 743 | ↘33 634 | ↘33 513 |
| 2018    | 2019    |         |         |         |         |         |
| ↘33 112 | ↘32 742 |         |         |         |         |         |

## Населённые пункты
В состав городского поселения входили 9 населённых пунктов:
| № | Населённый пункт | Тип     | Население |
| - | ---------------- | ------- | --------- |
| 1 | Горы             | деревня | 15        |
| 2 | Добрянка         | город   | ↘28 545   |
| 3 | Завожик          | деревня | 80        |
| 4 | Ключи            | деревня | 252       |
| 5 | Лунежки          | деревня | 62        |
| 6 | Лябово           | деревня | 32        |
| 7 | Тюсь             | посёлок | 19        |
| 8 | Фоминка          | деревня | 41        |
| 9 | Ярино            | деревня | 11        |